# Selezione maschile di rugby a 15 del Golfo Persico
La selezione di rugby a 15 del Golfo Persico fu una rappresentativa di rugbisti provenienti dalle federazioni facenti parte dell'area del golfo Persico attiva fra il 1993 e il 2010, gestita dalla disciolta Arabian Gulf Rugby Football Union (AGRFU).
I giocatori che ne facevano parte provenivano principalmente da Arabia Saudita, Bahrein, Emirati Arabi Uniti, Kuwait, Oman e Qatar. A partire dal 2007, il bacino d'utenza si estese a Egitto, Giordania e Libano, fino ad allora soltanto membri associati.

## Storia
L'esordio della selezione avvenne il 3 luglio 1993 contro la Namibia, perdendo per 64-20. Negli anni successivi, la selezione prese parte ai tornei di qualificazione ai mondiali di rugby per l'area asiatica, senza mai riuscire a qualificarsi.
Nel 2007, fu decisa l'ammissione dei membri associati (Egitto, Giordania e Libano) all'interno della AGRFU.
Nel 2008, la selezione del Golfo Persico partecipò alla prima edizione dell'Asian Five Nations, assieme a Corea del Sud, Giappone, Hong Kong e Kazakistan. La nazionale perse tutti e quattro gli incontri (tra l'altro registrando, il 3 maggio, la peggiore sconfitta della sua storia per 114-6 contro il Giappone) e fu retrocessa nella Division One asiatica.
Nel 2009, dopo aver battuto Thailandia e Taiwan, la selezione si assicurò il ritorno nel Five Nations per l'anno seguente. Tuttavia, il 16 gennaio, l'International Rugby Board annunciò lo scioglimento della federazione e della selezione entro la fine del 2010 e la loro sostituzione con le relative rappresentanze nazionali.
L'Asian Five Nations 2010 fu così l'ultimo torneo ufficiale della selezione, che vinse due partite su quattro (fra cui l'ultima partita contro la Corea del Sud per 21-19 allo stadio The Sevens di Dubai).
La selezione del Golfo Persico fu sostituita nel Five Nations dalla neo-costituita nazionale degli Emirati Arabi Uniti.